# Wyeomyia simmsi
Wyeomyia simmsi är en tvåvingeart som först beskrevs av Dyar och Frederick Knab 1908.  Wyeomyia simmsi ingår i släktet Wyeomyia och familjen stickmyggor.
Artens utbredningsområde är Panama. Inga underarter finns listade i Catalogue of Life.